# Cecil Pim
George Cecil Pim, född 14 september 1899 i Dublin, död 19 juli 1976 i Windsor, Berkshire, var en brittisk bobåkare. Han deltog vid olympiska vinterspelen 1924 i Chamonix och i det brittiska laget i fyrmansbob, som slutade på femte plats. Han deltog även i det efterkommande olympiska vinterspelen 1928 i Sankt Moritz, då placerade sig det brittiska fyrmansboblaget på tionde plats.